# Borough londonien de Newham
Le borough londonien de Newham (en anglais : London Borough of Newham) est un borough du Grand Londres situé dans l'est de la capitale britannique, à 5 km de la Cité de Londres, sur la rive gauche de la Tamise.
Il est créé en 1965, par le London Government Act de 1963. Son nom (qui signifie « Nouveau Ham » en anglais) est choisi après la fusion des districts municipaux de West Ham et East Ham. Les deux sont ainsi transférés de l'Essex au Grand Londres. Le district est aussi composé d'une partie de l'ancien district de Woolwich, qui avait territoire sur les deux rives de la Tamise. Le nom du quartier de North Woolwich, dans le borough de Newham, reflète cette séparation, tandis que le quartier de Woolwich fait désormais partie du borough royal de Greenwich sur la rive droite.
Dans le borough de Newham se trouve l'aéroport de Londres-City. Newham est aussi connu pour héberger le club de football West Ham United, dans l'ancien stade olympique de Londres. Depuis 2022, le borough abrite l'hôtel de ville de Londres.

## Districts
- Beckton
- Canning Town
- Custom House
- East Ham
- Forest Gate
- Manor Park
- North Woolwich
- Plaistow
- Silvertown
- Stratford
- Upton Park
- West Ham

Carte indiquant les districts qui composent le borough de Newham depuis 2002.
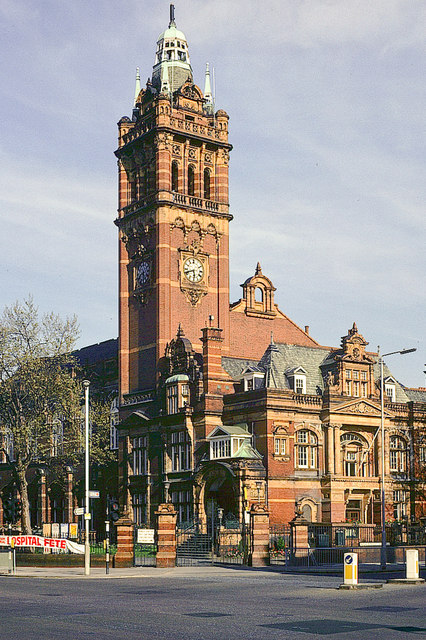
Newham Town Hall, siège du Borough.
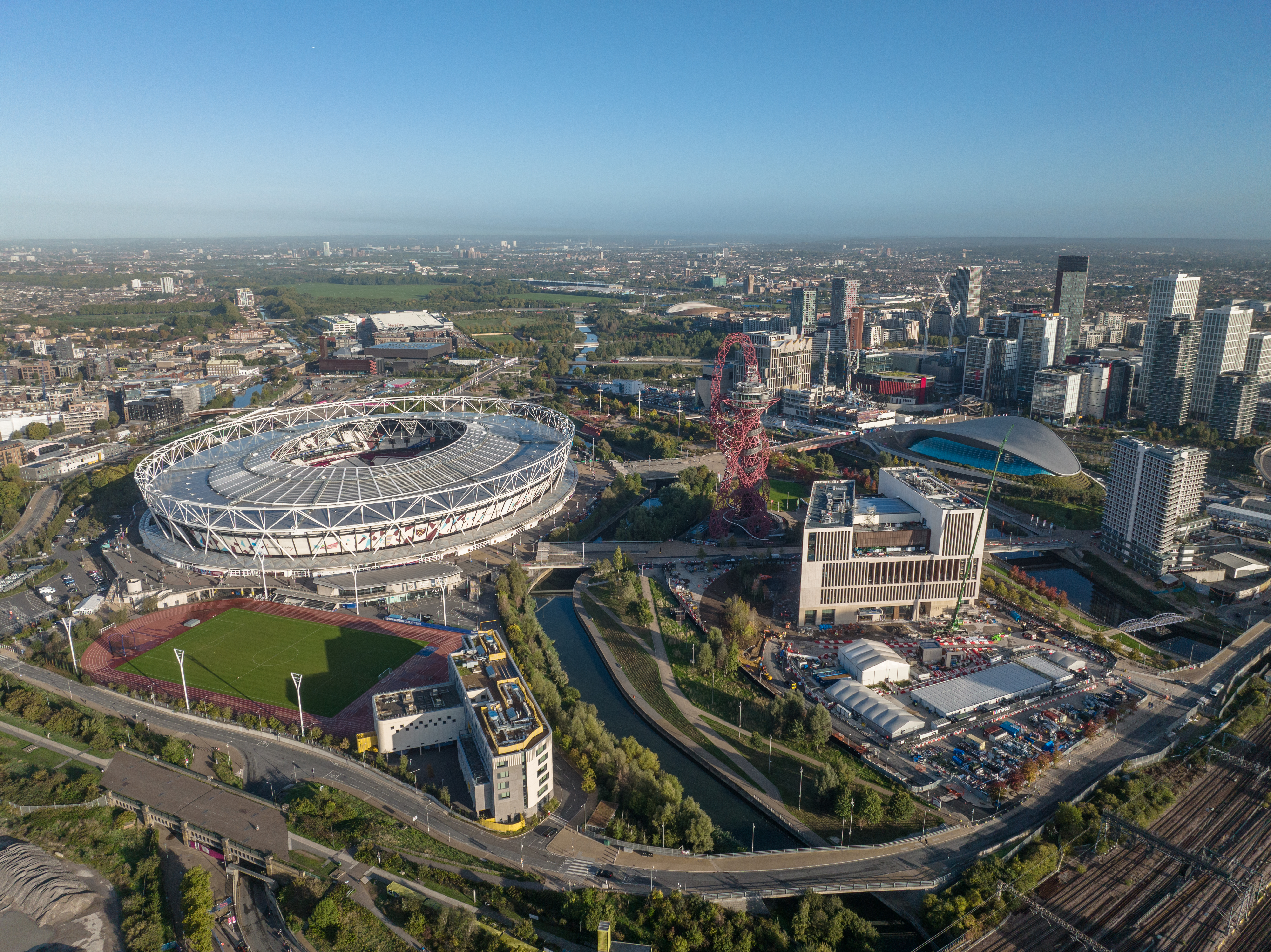
Le stade olympique de Londres.
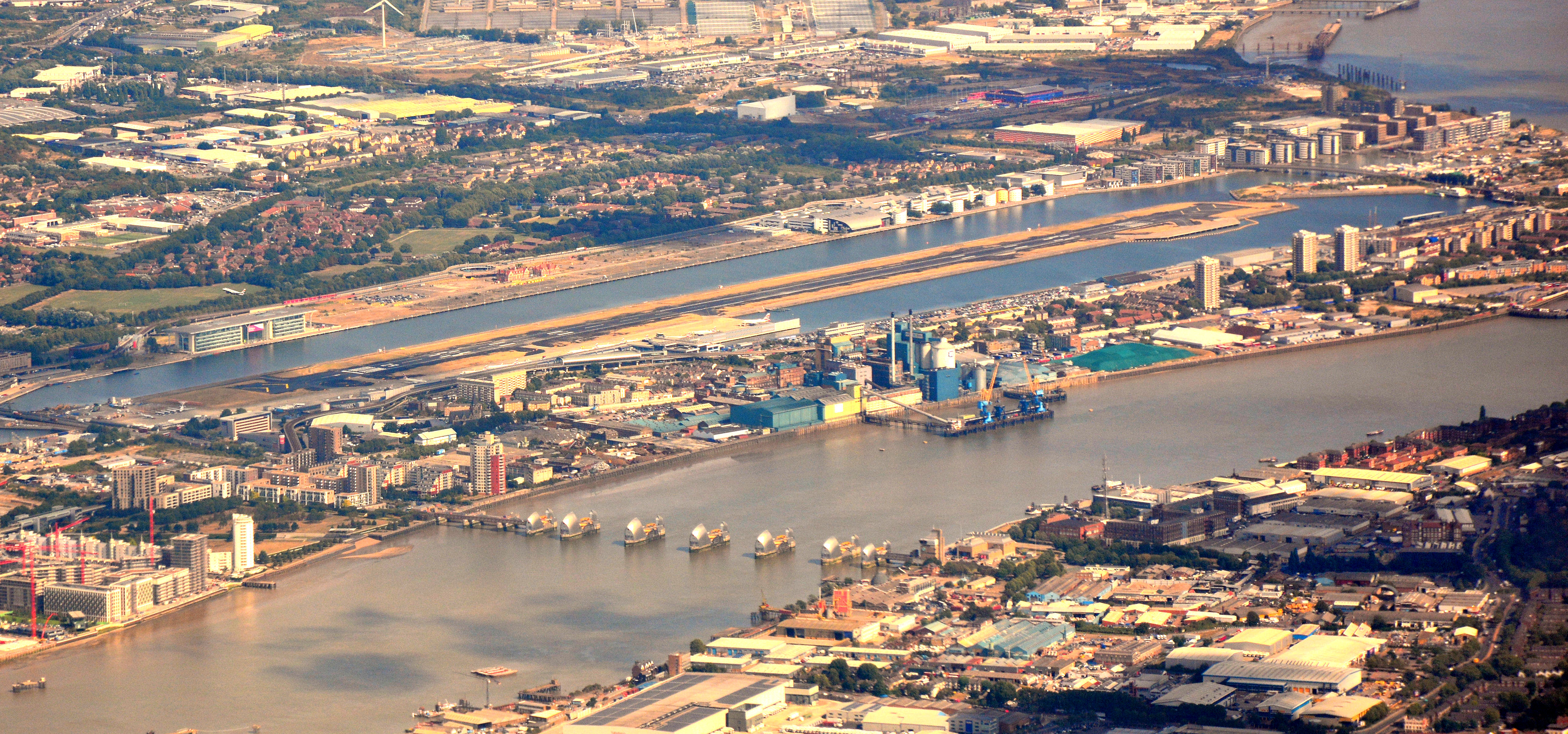
Vue de l'aéroport de Londres-City et de la barrière de la Tamise.

## Démographie
Newham compte une importante population d'immigrés. Les Indo-Pakistanais représentent 32 % de la population en 2011 (contre 24,3 % en 2001), ce qui est le deuxième pourcentage le plus élevé après le district de Tower Hamlets. Newham possède également le plus faible taux d'habitants ayant l'anglais pour langue principale en Angleterre et au Pays de Galles avec 58,6 % selon le recensement de 2011.
Le taux de fécondité dans le district est de 2,87 enfants par femme en 2009, soit le taux le plus élevé du pays (la moyenne nationale est de 1,95).
C'est l'un des districts les plus pauvres de Londres, 35 à 40% des habitants vivant sous le seuil de pauvreté.

## Jumelages
Le district de Newham est jumelé avec : 
- Kaiserslautern (Allemagne)

## Personnalités liées au borough
- Anna Neagle (1904-1986), actrice britannique née à Newham ; commémorée par le nom de rue Anna Neagle Close dans le quartier
- Vera Lynn (1917-2020) chanteuse britannique née à Newham ; commémorée par le nom de rue Vera Lynn Close dans le quartier
- Sol Campbell (1974-), footballeur britannique né dans le quartier de Plaistow.
- Jermaine Defoe (1982-) footballeur britannique né à Beckton et grandit à Canning Town.
- Crazy Titch (1983-) rappeur britannique né à Plaistow
- Kano (1985-) :rappeur britannique né à East Ham
- Mark Noble (1987-) footballeur britannique né à Canning Town
- 21 Savage, rappeur né dans le quartier de Plaistow le 18 novembre 1992.